# Tegula (zoologie)
Pour les articles homonymes, voir Tegula (homonymie).
Genre
Tegula est un genre d'escargots de mer de taille moyenne de la famille des Trochidae.

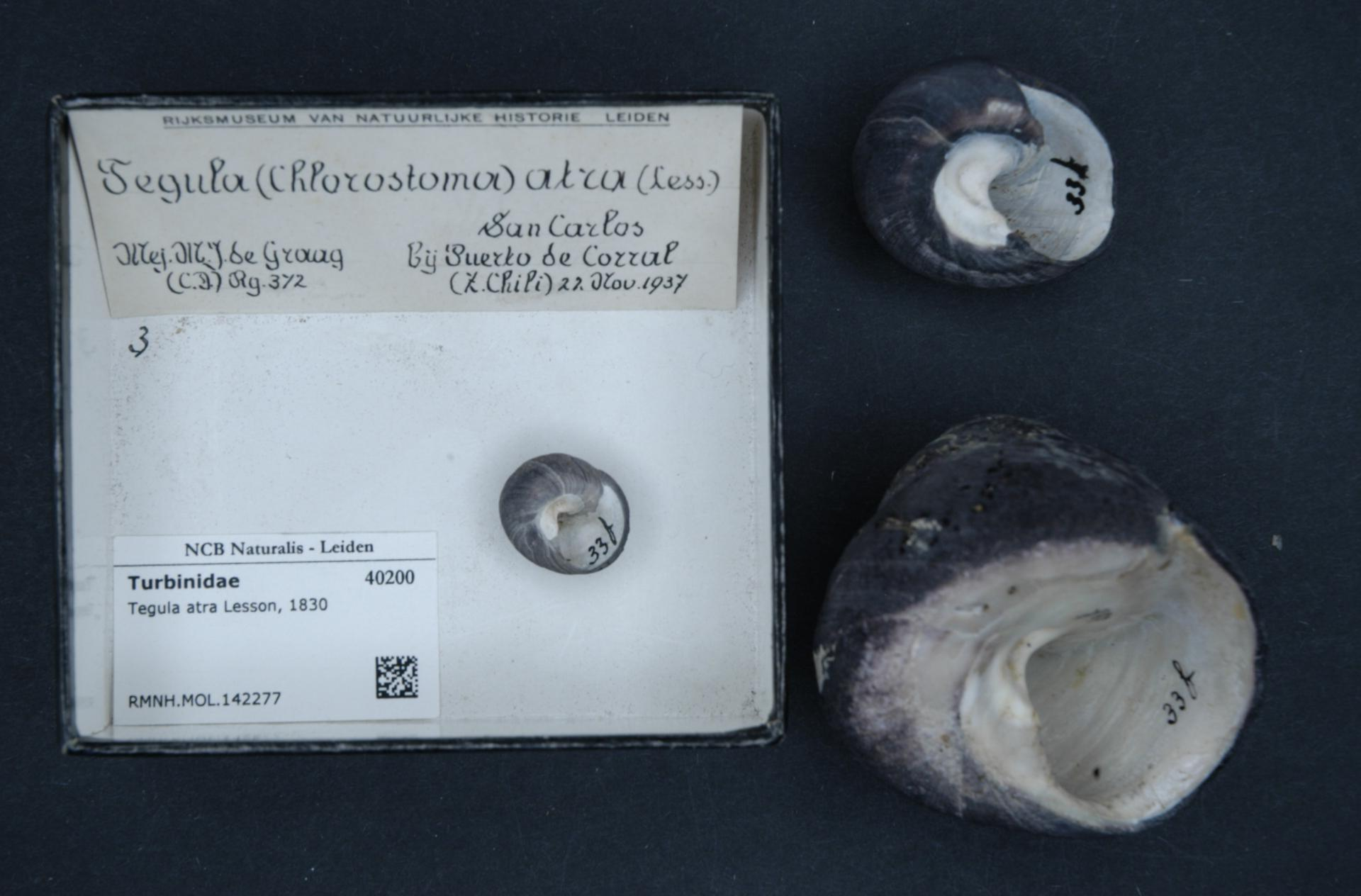
Tegula atra, Centre de biodiversité Naturalis, Leyde, Pays-bas

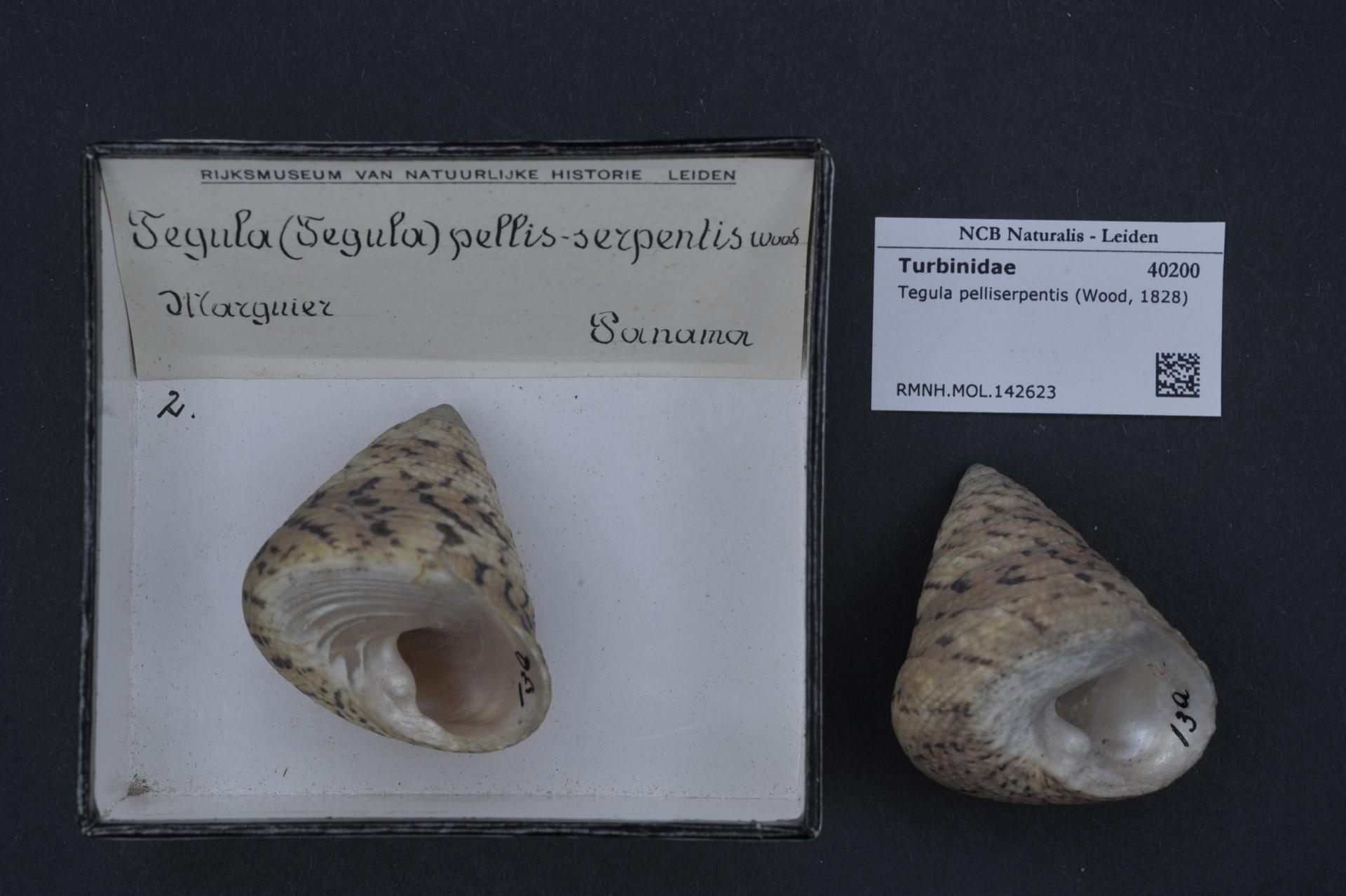
Tegula pelliserpentis, Centre de biodiversité Naturalis, Leyde, Pays-bas

## Liste d'espèces
Selon NCBI (28 juin 2011)
- Tegula argyrostoma
- Tegula atra
- Tegula aureotincta
- Tegula brunnea
- Tegula corteziana
- Tegula eiseni
- Tegula excavata
- Tegula fasciata
- Tegula felipensis
- Tegula funebralis
- Tegula gallina
- Tegula mariana
- Tegula montereyi
- Tegula nigerrima
- Tegula pelliserpentis
- Tegula pulligo
- Tegula quadricostata
- Tegula regina
- Tegula rugosa
- Tegula rusticus
- Tegula tridentata
- Tegula verrucosa
- Tegula viridula
- Tegula xanthostigma

Selon World Register of Marine Species (28 juin 2011)
- Tegula atra (Lesson, 1830)
- Tegula aureotincta (Forbes, 1850)
- Tegula brunnea Philippi, 1848
- Tegula eiseni Jordan, 1936
- Tegula excavata (Lamarck, 1822)
- Tegula fasciata (Born, 1778)
- Tegula funebralis (A. Adams, 1855)
- Tegula gallina (Forbes, 1850)
- Tegula gruneri (Philippi, 1849)
- Tegula hotessieriana (dâOrbigny, 1842)
- Tegula lividomaculata (C. B. Adams, 1845)
- Tegula montereyi (Kiener, 1850)
- Tegula patagonica (d'Orbigny, 1838)
- Tegula pellisserpentis (Wood, 1828)
- Tegula pulligo (Gmelin, 1791)
- Tegula puntagordana Weisbord, 1962
- Tegula regina Stearns, 1892
- Tegula viridula Gmelin, 1791

Selon ITIS (28 juin 2011)
- Tegula aureotincta (Forbes, 1850)
- Tegula brunnea Philippi, 1848
- Tegula corteziana Mclean, 1970
- Tegula eiseni Jordan, 1936
- Tegula excavata (Lamarck, 1822)
- Tegula fasciata (Born, 1778)
- Tegula felipenis Mclean, 1970
- Tegula funebralis (A. Adams, 1855)
- Tegula gallina (Forbes, 1850)
- Tegula gruneri (Philippi, 1849)
- Tegula hotessieriana (d'Orbigny, 1842)
- Tegula lividomaculata (C. B. Adams, 1845)
- Tegula maculostriata (C. B. Adams)
- Tegula mariana Dall, 1919
- Tegula montereyi (Kiener, 1850)
- Tegula patagonica (Orbigny, 1840)
- Tegula pellisserpentis Wood, 1828
- Tegula pulligo (Gmelin, 1791)
- Tegula regina Stearns, 1892
- Tegula rubroflammulata (Koch, 1843)
- Tegula verdispira J. H. McLean, 1970
- Tegula viridula (Gmelin, 1791)